# Solanum tenuiflagellatum
Solanum tenuiflagellatum är en potatisväxtart som beskrevs av Sandra Diane Knapp. Solanum tenuiflagellatum ingår i släktet skattor som ingår i familjen potatisväxter. Inga underarter finns listade i Catalogue of Life.